# بیفرونس (دیو)

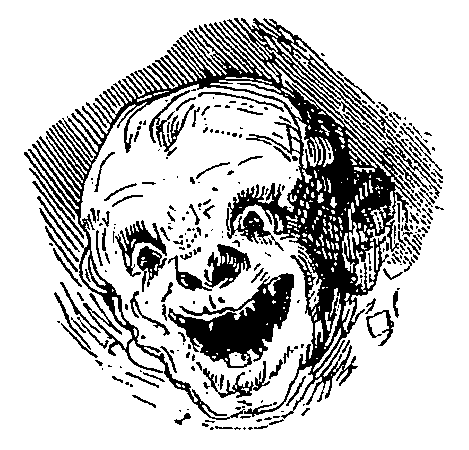
تصویری از بیفرونس

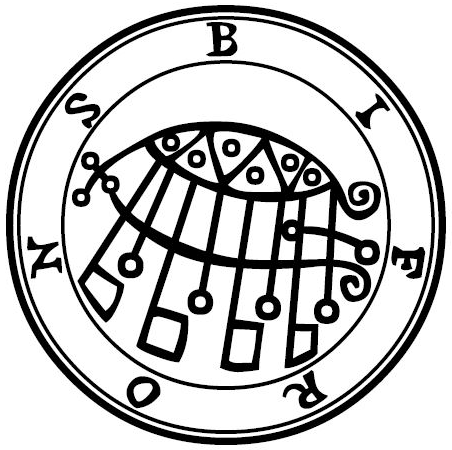
سیگیل بیفرونس در کلید کوچکتر سلیمان

در دیوشناسی بیفرونس (به انگلیسی: Bifrons) یک شیطان است که در کتاب‌های جادو کلید کوچکتر سلیمان (به‌عنوان چهل و ششمین شبح) و همچنین در «Pseudomonarchia Daemonum» (به‌عنوان چهل و هفتمین شبح) ذکر شده‌است. بیفرونس همچون یک ارل توصیف می‌شود که در ابتدا چهره‌ای هیولایی دارد و سپس پس از مدتی آرایه انسانی تری به خود می‌گیرد. از دسته وظایف بیفرونس می‌توان به تدریس علوم و فنون همانند اختربینی، هندسه و تدریس خصوصیات و کاربردهای تمامی گیاهان و سنگ‌ها اشاره کرد. او همچنین اجساد را به قبرهای مختلف منتقل می‌کند و شمع روی سنگ قبرها را روشن می‌کند. بیفرونس (بسته به ورژن کتاب‌ها) به ۶، ۲۶ یا ۶۰ لژیون ارواح در دوزخ فرماندهی می‌کند.
بیفرونس ("bifrons") در لاتین به معنای دورو است. بیفرونس هم‌چنین یک لقب برجسته‌ از خدای روم باستان، ژانوس است که نشان می‌دهد او امکان دارد ورژن فاسد و شیطانی ژانوس باشد. طبق گفته توماس رود بیفرونس متضاد فرشته شمهمفوراش محسوب می‌‌شود.